# Capricho en do mayor para teclado, KV 395 (Mozart)
El Capricho en do mayor para teclado, KV 395 del compositor Wolfgang Amadeus Mozart es una pieza musical compuesta en 1777 para piano. 
Fue elaborada a pedido de su hermana Nanerl, que quería un praeambolum corto para asistirla en sus estudios, y que modulara de do mayor a si bemol mayor. La pieza era conocida anteriormente como "Pequeña Fantasía en Do mayor", y recibió el nombre de Capricho a mediados del siglo XX.
Según los musicólogos, el nombre correcto debiera ser "Preludio en Do mayor KV 284a". Los "Cuatro Praeambula en C mayor KV 284a" se creyeron perdidos durante bastante tiempo. Sin embargo, un manuscrito referido como Capriccio KV 395/300g existía, y en la publicación Neue Mozart-Ausgabe, en 1982, Wolfgang Plath probó que los Praeambula y el Capriccio eran la misma pieza.